# Kissinger Winterzauber

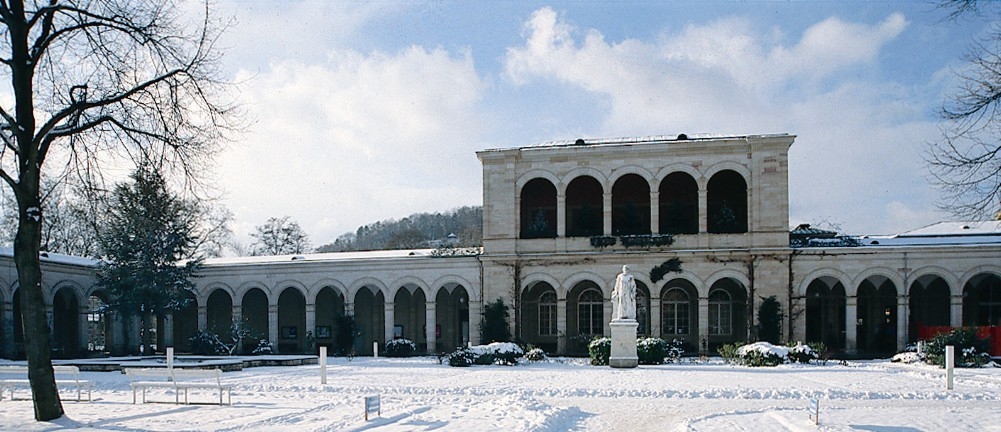
Blick auf den 1835 von Friedrich von Gärtner gebauten Arkadenbau mit Rossini-Saal (Mitte)

Der Kissinger Winterzauber, das Festival zur 4. Jahreszeit, ist ein internationales Musikfestival in Bad Kissingen, das seit 1999 jährlich von Mitte Dezember bis Mitte Januar stattfindet.
Veranstalter ist die Bayer. Staatsbad Bad Kissingen GmbH. Das Festival, das vom damaligen Oberbürgermeister Christian Zoll als winterliches Gegenstück zum Festival „Kissinger Sommer“ angeregt worden war, findet in den historischen Räumen des Arkadenbaues und Regentenbaues statt wie z. B. dem Max-Littmann- oder dem Rossini-Saal.
Der „Kissinger Winterzauber“ ist geprägt von unterschiedlich ausgerichteten  Veranstaltungsreihen wie „Literatur & Musik“, „Matinée classique“, „Jazz after 8“, „Alte Musik“, „Entdeckerkonzerte“, „Grenzgängerisches“ bis hin zu großen Sinfoniekonzerten. International renommierte Künstler und Orchester prägen das Festival. Bekannte Interpreten waren unter anderem Mario Adorf, Ben Becker, Senta Berger und Gudrun Landgrebe sowie die Hollywood-Stars Klaus Maria Brandauer und Maximilian Schell.

## Weblink
- Homepage „Kissinger Winterzauber“